# Cmentarz żydowski w Nowym Miasteczku
Cmentarz żydowski w Nowym Miasteczku – cmentarz został założony w XIX wieku. Mieścił się przy ul. 3 Maja. W czasie II wojny światowej został zdewastowany. Obecnie nie istnieje a na jego terenie stoją budynki mieszkalne i założony jest skwer miejski. Cmentarz miał powierzchnię 0,08 ha.